# Anton Josef Gruscha
Anton Josef Gruscha (ur. 3 listopada 1820 w Wiedniu, zm. 5 sierpnia 1911 w Gloggnitz) – austriacki duchowny katolicki, arcybiskup Wiednia i kardynał.

## Życiorys
Święcenia kapłańskie otrzymał 4 maja 1843. W 1849 uzyskał doktorat z teologii na Uniwersytecie Wiedeńskim. Pracował przez wiele lat w parafii św. Leopolda, a także jako nauczyciel religii w gimnazjum, kaznodzieja w katedrze wiedeńskiej, profesor teologii na uniwersytecie. Nosił też tytuł szambelana supernumerariusza Jego Świątobliwości.
28 marca 1878 został apostolskim wikariuszem polowym cesarskiej i królewskiej Armii ze stolicą tytularną Carre. Sakry udzielił mu kardynał Johann Rudolf Kutschker, arcybiskup Wiednia. Po śmierci Cölestina Ganglbauera było wielu kandydatów na urząd metropolity Wiednia. Cesarz będąc w dylemacie kogo wybrać, za namową jednego z prałatów, wybrał biskupa, którego nikt się nie spodziewał. W ten sposób syn prostego rzemieślnika Anton Gruscha został metropolitą stolicy cesarstwa. Na konsystorzu z czerwca 1891 kreowany kardynałem prezbiterem tytułu Santa Maria degli Angeli. Brał udział w konklawe 1903, na które przybył podupadły na zdrowiu, z ciężkimi problemami ze wzrokiem i słuchem. Zmarł na zamku Kranichberg niedaleko Gloggnitz w wieku ponad 90 lat. Pochowany w katedrze metropolitalnej św. Szczepana w Wiedniu.